# Dichromothrips corbetti
Dichromothrips corbetti är en insektsart som först beskrevs av Hermann Priesner 1936.  Dichromothrips corbetti ingår i släktet Dichromothrips och familjen smaltripsar. Inga underarter finns listade i Catalogue of Life.